# SBB-CFF-FFS RABe 520
La serie RABe 520 es una serie de trenes eléctricos tipo UEM de la familia Stadler GTW, perteneciente a los SBB-CFF-FFS. Fue puesta en servicio en 2002.
Estos trenes cuentan con una potencia de 760 kW y alcanzan una velocidad máxima de 115 kilómetros por hora. Además de que existen diferencias respecto al resto de los modelos de su familia, los FLIRT, como son los primeros trenes de la familia FLIRT en equipar los nuevos bojes neumáticos, tienen mayor capacidad y mayor número de puertas para acceder al tren, así como un chasis más estrecho respecto al resto de los trenes FLIRT.

## Servicios
Estas unidades fueron especialmente adquiridas para el ferrocarril Seetalbahn (Lucerna - Lenzburg). En la actualidad se utilizan para los siguientes servicios:
- Lucerna - Lenzburg. S 9 de S-Bahn Lucerna.
- Lucerna - Brunnen. S 3 de S-Bahn Lucerna.
- Lenzburg - Zofingen. S 28 de S-Bahn Argovia.
- Lenzburg - Rotkreuz. S 26 de S-Bahn Argovia.
- (Olten -) Aarau - Turgi. S 29 de S-Bahn Argovia.

- Datos: Q585032
- Multimedia: SBB RABe 520 / Q585032